# 向前走 (早安少女組。單曲)
「向前走」（歩いてる）是日本的女子偶像組合「早安少女組。」的第31张单曲。2006年11月8日由zetima发售。

## 概要
- 此單曲有3個版本，分別有「初回生産限定盤A」、「初回生産限定盤B」和「CD ONLY」。「初回生産限定盤A」收錄了「向前走」的PV。
- 在11月20日於公信榜单曲週排行榜取得第1位，亦成為早安少女組。出道以來第10張公信榜每周銷量排名第一的單曲。
- 「向前走」是繼「AS FOR ONE DAY」3年半後再次於公信榜单曲週排行榜取得第1位，亦是六期成員藤本美貴、龜井繪里、道重沙由美、田中麗奈和七期成員久住小春加入後首張銷量排名第一的單曲。
- 在第57回NHK紅白歌合戰以組曲形式演唱（向前走 + Ambitious! 有點野心也不錯）。

## 收錄内容

### CD（初回生産限定盤A - B, CD ONLY）
CD
1. 向前走
（作詞・作曲：淳君 編曲：鈴木Daichi秀行）
2. 舞吧! 早安咖哩（踊れ! モーニングカレー）
（作詞・作曲：淳君  編曲：平田祥一郎）
3. 向前走(Instrumental)

### DVD（初回生産限定盤A）
1. 向前走（Walk Ver.）